# John Benjamin Hickey
John Benjamin Hickey (ur. 25 czerwca 1963 w Plano) – amerykański aktor filmowy, telewizyjny i sceniczny.
Znany z roli Philipa Stoddarda w sitcomie ABC It's All Relative (2003–2004) oraz występów w filmach: Sztandar chwały (2006) w reżyserii Clinta Eastwooda, Party na słodko (2001) w reż. Jennifer Jason Leigh i Alana Cumminga, Kolekcjoner kości (1999) w reż. Phillipa Noyce i Słaba płeć (1997) w reż. Joego Mantello.
Jego długoletnim partnerem jest scenarzysta i producent Jeffrey Richman.

## Filmografia
- 2009: Metro strachu (Taking of Pelham 1 2 3, The) jako LaSalle, zastępca burmistrza
- 2009: Transformers: Zemsta upadłych (Transformers: Revenge of the Fallen) jako Galloway
- 2008: Living Proof jako Blake Rogers
- 2007: Wolność słowa (Freedom Writers) jako Brian Gelford
- 2007: Ciemność rusza do boju (Seeker: The Dark Is Rising, The) jako John Stanton
- 2007: Kiedyś mnie znajdziesz (Then She Found Me) jako Alan
- 2006: Sztandar chwały (Flags of Our Fathers) jako Keyes Beech
- 2006: Bez skrupułów (Infamous) jako Jack Dunphy
- 2006: Stara miłość nie rdzewieje (Ex, The) jako ojciec Wesleya
- 2006: Bracia i siostry (Brothers & Sisters) jako major Guinness
- 2005: Plan lotu (Flightplan) jako David
- 2005: Silver Bells
- 2003–2004: It's All Relative jako Philip Stoddard
- 2003: Koloseum: Rzymska arena śmierci (Colosseum: Rome's Arena of Death) Verus (głos)
- 2002–2004: Nocny kurs (Hack) jako dr. Martin Shane
- 2002: Zmiana pasa (Changing Lanes) jako Carlyle
- 2001–2006: Agentka o stu twarzach (Alias) jako Ojciec Kampinski
- 2001–2004: Obrońca (Guardian, The)
- 2001: Party na słodko (Anniversary Party, The) jako Jerry Adams
- 2001: CSI: Kryminalne zagadki Las Vegas (CSI: Crime Scene Investigation) jako dr. Sidney Cornfeld
- 2001: Historia Judy Garland (Life with Judy Garland: Me and My Shadows) jako Roger Edens
- 2001: Prawo i porządek: Zbrodniczy Zamiar (Law & Order: Criminal Intent) jako Randall Fuller
- 2000: D.C. jako Neil
- 2000: Hamlet jako Horacio
- 2000: Perfect Murder, Perfect Town: JonBenét and the City of Boulder
- 1999: Sprawa honoru (General's Daughter, The) jako kapitan Goodson
- 1999: Kolekcjoner kości (Bone Collector, The) jako dr. Barry Lehman
- 1999: Drugie morderstwo w miasteczku (Lady in Question, The) jako Paul Kessler
- 1999: Prawo i bezprawie (Law & Order: Special Victims Unit) jako asystent adwokata okręgowego
- 1998: Seks w wielkim mieście (Sex and the City) jako Tom
- 1998: Finding North jako Travis Furlong
- 1997: Słaba płeć (Love! Valour! Compassion!) jako Arthur Pape
- 1997: Burza lodowa (Ice Storm, The) jako Mark Boland
- 1996: Eddie jako Joe Nader
- 1996: Sin #8
- 1996–2001: Trzecia planeta od Słońca (3rd Rock from the Sun) jako Rick
- 1995: New York News
- 1995: Comfortably Numb jako ksiądz
- 1994: Tylko ty (Only You) jako Dwayne
- 1994: Spec (Ref, The) jako stary policjant
- 1993–2005: Nowojorscy gliniarze (NYPD Blue) jako Paul Gaines
- 1992: The Bet jako Henry